# Muzeum Brunei
Muzeum Brunei – muzeum narodowe Brunei.  

## Położenie
Muzeum znajduje się na terenie stanowiska archeologicznego Kota Batu, ok. 5 km od Bandar Seri Begawan.

## Historia
Muzeum narodowe Brunei zostało założone w 1965 roku. Jego pierwsza siedziba znajdowała się w ówczesnym Bandar Brunei. Następnie muzeum zostało przeniesione do nowo wybudowanego gmachu w Kota Batu z widokiem na rzekę Sungai Brunei. Budynek zdobią dekoracje w tradycyjnym stylu malajskim inspirowane ornamentyką grobowca sułtana Bolkiaha (1473–1521). Od 1969 roku muzeum wydaje The Brunei Museum Journal.
Uroczyste otwarcie nowej siedziby miało miejsce 29 lutego 1971 roku w obecności królowej Wielkiej Brytanii Elżbiety II.

## Zbiory
Zbiory muzeum obejmują obiekty archeologiczne, etnograficzne oraz eksponaty związane z historią naturalną. Wystawa stała prezentuje historię Brunei od przyjazdu Hiszpanów i Portugalczyków na początku XVI w. W zbiorach znajduje się kolekcja sztuki islamskiej, m.in. z manuskryptami i miniaturami Koranu oraz najstarszymi artefaktami w zbiorach – ceramiką z terenów Iranu i Azji Centralnej, a także obiektami z dmuchanego szkła z terenów Egiptu i Lewantu z IX–X w. W zbiorach muzeum znajduje się ponadto tysiące fragmentów średniowiecznej ceramiki i porcelany znalezionej w Brunei, a pochodzącej z terenów południowych Chin i Indochin. Muzeum prezentuje również kolekcję ceremonialnych armat z brązu nazwanych bedil. Niektóre z nich mają lufy zdobione głowami smoków.